# Władysław Wróblewski

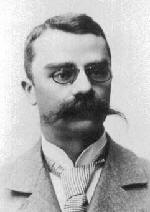
Władysław Wróblewski

Władysław Wróblewski (* 21. März 1875 in Krakau; † 19. August 1951 in Łódź) war ein polnischer Diplomat, Jurist, Politiker und Ministerpräsident.

## Biographie

### Berufliche Laufbahn und Ministerpräsident 1918
Nach dem Schulbesuch absolvierte der Nachfahre des aus den Masowien stammenden Adelsgeschlechts Wróblewski ein Studium der Rechtswissenschaften. Später war er als Rechtsanwalt und Notar sowie als Dozent für Verwaltungswissenschaft und Verwaltungsrecht an der Jagiellonen-Universität Krakau tätig.
Am 27. Februar 1918 wurde er Außenminister im Kabinett von Antoni Ponikowski. Dieses Amt übte er bis zum Ende von Ponikowskis Amtszeit am 4. April 1918 aus.
In der Nacht von 3. auf den 4. November 1918 wurde er als Nachfolger von Józef Świeżyński vom Regentschaftsrat zum letzten Ministerpräsidenten des Regentschaftskönigreichs Polen ernannt. Dabei handelte es sich um eine provisorische Regierung in dem während des Ersten Weltkrieges von Deutschland besetzten Polen. Aufgrund der politischen Ereignisse verzichtete er auf die Benennung neuer Minister, sondern übernahm die Minister der Vorgängerregierung. Am 11. November 1918 kam es während der letzten Kabinettssitzung zur Abtretung der Macht an Józef Piłsudski, der erst wenige Stunden zuvor aus der Haft in der Festung Magdeburg entlassen wurde. Während seiner Regierungszeit war er außerdem auch wieder Außenminister. Am 17. November 1918 kam es zur formellen Gründung der Zweiten Polnischen Republik.

### Republik Polen und spätere Lebensjahre
In der Nacht vom 17. zum 18. November 1918 wurde Jędrzej Moraczewski erster Ministerpräsident der Zweiten Polnischen Republik und damit Nachfolger Wróblewskis.
Auch nach der Gründung der Republik Polen übernahm er weiterhin Ämter innerhalb der Regierung. Zunächst war er als Unterstaatssekretär im Ministerrat tätig, ehe er vom 13. bis zum 16. Dezember 1919 erneut als Außenminister in das Kabinett von Leopold Skulski berufen wurde.
Später wurde er Diplomat und war als solcher Botschafter in London und in Washington, D.C. Schließlich war er von 1929 bis 1936 auch Vorsitzender der Polnischen Staatsbank (Bank Polski).